# کلرنس (لوئیزیانا)
کلرنس (به انگلیسی: Clarence) شهری در ایالت لوئیزیانا کشور ایالات متحده آمریکا است که جمعیت آن در سرشماری سال ۲۰۱۰ میلادی، ۴۹۹ نفر بوده‌است.